# Suze (drank)

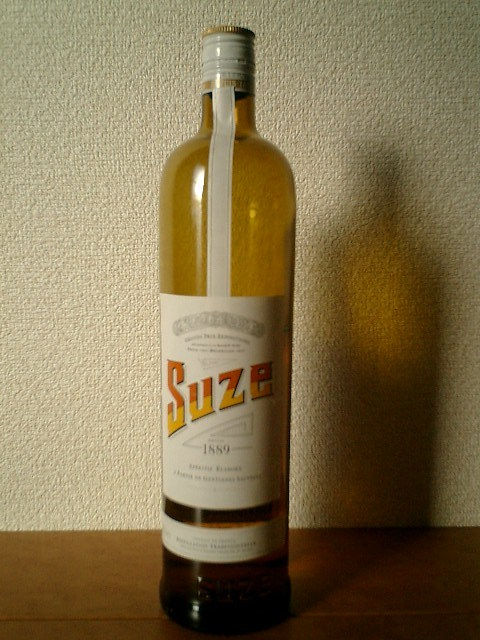
Een fles Suze

Suze is een Franse aperitief op basis van gele gentiaan. Het is een goudkleurige drank met een bitterzoete smaak. Het alcoholgehalte was oorspronkelijk 35 à 37 % vol (tegenwoordig 15 % vol).

## Geschiedenis
Deze kruidendrank werd in 1889 gelanceerd door Fernand Moureaux, zaakvoerder van een destilleerderij in Maisons-Alfort, die een apéritif wilde die niet op wijn gebaseerd was. Félix Lebaupin, het hoofd van het laboratorium van Fernand Moureaux, had in 1885 een recept bedacht op basis van gentiaanwortels. De drank, die toen nog geen naam had, kreeg een gouden medaille op de Wereldtentoonstelling van 1889 in Parijs.
Pas enkele jaren later, na 1895, werd deze op de markt gebracht. Henri Porte, de naaste medewerker van Moureaux, ontwierp de typische slanke fles die tot 2008 onveranderd bleef. Hij zou ook de naam Suze bedacht hebben. Suze was het koosnaampje van Suzanne Jaspart, de schoonzuster van Fernand Moureaux. Volgens een ander verhaal is de drank genoemd naar een riviertje in Zwitserland, waar de drank reeds vroeg bekend werd.
De drank werd in Frankrijk een groot succes, mede dankzij intensieve reclame. Een vroege slagzin was "Suze, l'amie de l'estomac" ("Suze, de vriendin van de maag").
De jaarlijkse productie steeg van 900 000 liter in de jaren 1920 naar 13 miljoen in de jaren 1930. De distilleerderij van Moureaux werd in 1922 hernoemd tot Suze en er werd een tweede distilleerderij gebouwd in Pontarlier. In 1933 werd Suze "partner" van de Ronde van Frankrijk en in de reclame werd de likeur vaak met sport geassocieerd. Suze bleef prominent aanwezig in de publiciteitskaravaan van de Ronde van Frankrijk. In de jaren 1950 toerde de populaire accordeoniste Yvette Horner mee met de Suze-karavaan in de Tour.
In de jaren 1950 breidde de firma het gamma uit met Suze 16°, Suze Liqueur en Gin Suze. Maar de nieuwe zoete wijn Vabé werd een mislukking en leidde de firma naar het failliet. Pernod nam Suze over in 1965. Suze is tegenwoordig een merk van Pernod Ricard.

## Wetenswaardigheid
In 1912 maakte Pablo Picasso een kubistisch collage "Verre et bouteille de Suze".